# Damaeus glycyphagoides
Damaeus glycyphagoides är en kvalsterart som beskrevs av Bulanova-Zachvatkina 1957. Damaeus glycyphagoides ingår i släktet Damaeus och familjen Damaeidae. Inga underarter finns listade i Catalogue of Life.